# 明德太后 (李顯慶王)
明德太后（越南语：／，?—?）范氏，是越南李朝時期第一任皇帝李太祖李公蕴的母亲。
民间传说范氏游焦山寺时与神人交合，于太平五年（974年）二月十二日生下了李公蕴；李公蕴三岁时，范氏就送他到古法寺的法师李庆文处当养子。景瑞二年（1009年），李公蕴在当上皇帝后，追封父亲为顯慶王，母亲为明德太后。黎文休评论：“有周典王，其追封則曰大王王季。大宋稱帝，其追封則曰僖祖翼祖，蓋父為子貴之義。我李太祖既稱帝，而追封其父曰顯慶王，當時禮官不能正之，所謂自卑矣。”
順天九年（1018年）二月，李公蕴追封先祖妣為后及謚。吴士连评论：“帝至是始追封先祖妣，失之晚矣。”